# Rosa Liksom
Anni Ylävaara (né le 7 janvier 1958 à Ylitornio) est une écrivaine finlandaise écrivant sous le pseudonyme Rosa Liksom.

## Biographie
Rosa Liksom est la plus jeune d'une famille de six enfants.
Elle grandit dans le village de Lohijärvi de la commune de Ylitornio où ses parents sont agriculteurs et éleveurs.
Elle étudie au lycée de Rovaniemi.
À partir de 1977, elle étudie l'ethnologie à Helsinki et  Copenhague puis la sociologie à l'université d'État de Moscou.
En Finlande , elle a travaillé temporairement dans une usine de poisson, comme barman, vendeuse de marché aux puces et comme rédacteur en chef d'une radio. 
De 1982 à 1986, elle habite la ville libre de Christiania à Copenhague, où elle a écrit ses premières nouvelles.
Elle écrit des nouvelles, des romans, des bandes dessinées, des livres pour enfants mais elle conçoit aussi des films et des pièces de théâtre.
Ses œuvres sont traduites dans des dizaines de langues.

## L'œuvre
Elle s'est d'abord fait connaître dans les années 1980 par plusieurs recueils de nouvelles, où elle s'intéresse à des personnages en marge, inadaptés ou déracinés, dont elle décrit des événements du quotidien en termes crus, dans un finnois très oral et parfois dialectal. 
Les thèmes qu'elle aborde le plus fréquemment sont la sexualité, la drogue, les voyageurs, et la Finlande profonde. 
Ses œuvres ont été rattachées au postmodernisme, en ce sens qu'elles ont un aspect fragmentaire, parfois parodique, et que la culture populaire y joue un rôle primordial. 
Elle a parfois été qualifiée d'écrivain punk, tant en raison de son style d'écriture heurté et nonchalant que par les références musicales dont elle truffe certains de ses textes et qui ressortissent effectivement au punk et au rock des années 1970 et 1980.
Trois de ses recueils et un roman ont été traduits en français, mais elle reste largement méconnue en France, à l'opposé de sa notoriété en Finlande, où elle figure même dans les programmes scolaires[réf. nécessaire].

### Ouvrages en finnois
- (fi) Yhden yön pysäkki (nouvelles), Espoo, Weilin+Göös, 1985, 141 p. (ISBN 951-35-3108-2)
- (fi) Unohdettu vartti, Espoo, Weilin+Göös, 1986 (ISBN 951-35-3930-X)
- (fi) Väliasema Gagarin, Espoo, Weilin+Göös, 1987 (ISBN 951-35-4162-2)
- (fi) Go Moskova go  (ill. Jukka Uotila), Helsinki, Tammi, 1988 (ISBN 951-30-8926-6)
- (fi) Tyhjän tien paratiisit, Porvoo, Helsinki, Juva, WSOY, 1989, 124 p. (ISBN 951-0-15998-0)
- (fi) Roskaa (Bande dessinée), Porvoo, Helsinki, Juva, WSOY, 1991 (ISBN 951-0-17412-2)
- (fi) BamaLama, Porvoo, Helsinki, Juva, WSOY, 1993 (ISBN 951-0-19070-5)
- (fi) Kreisland : romaani, Porvoo, Helsinki, Juva, WSOY, 1996, 323 p. (ISBN 951-0-20490-0)
- (fi) Värityskirja (Bande dessinée), Porvoo, Helsinki, Juva, WSOY, 1998 (ISBN 951-0-23160-6)
- (fi) Perhe, Helsinki, Tammi, 2000 (ISBN 951-0-25010-4)
- (fi) Jepata Nastan lentomatka, Helsinki, Tammi, 2000 (ISBN 951-31-1931-9)
- (fi) Reitari, Helsinki, WSOY, 2002 (ISBN 951-0-27272-8)
- (fi) Rosa Liksom et Risto Kautto, Finlandia, Helsinki, WSOY, 2005 (ISBN 951-0-30368-2)
- (fi) Maa, Helsinki, WSOY, 2006 (ISBN 951-0-30802-1)
- (fi) Jepata Nasta pohjoisnavalla  (ill. Charles Fréger), Helsinki, Tammi, 2008 (ISBN 978-951-31-4136-3)
- (fi) Hytti nro 6, Helsinki, WSOY, 2011 (ISBN 978-951-0-38274-5)
- (fi) Väliaikainen, Helsinki, Like, 2014 (ISBN 978-952-01-1096-3)
- (fi) Burka, Helsinki, Like, 2014 (ISBN 978-952-01-1127-4)

### Ouvrages traduits en français
- Noirs paradis : nouvelles [« Tyhjän tien Paratiisit »]  (trad. du finnois par Anne Papart), Paris, Éditions La Découverte, 1990, 173 p. (ISBN 2-7071-1968-7)
- Noirs paradis : nouvelles [« Tyhjän tien Paratiisit »]  (trad. du finnois par Anne Papart), Monaco-Paris, Le Serpent à Plumes, 2001, 2e éd. (1re éd. 1990), 169 p. (ISBN 2-84261-268-X)
- Le Creux de l'oubli : nouvelles [« Unohdettu vartti » »]  (trad. du finnois par Anne Papart), Paris, Éditions La Découverte, 1992 (1re éd. 1992), 199 p. (ISBN 978-2-7071-2102-8 et 2-7071-2102-9)
- Bamalama : nouvelles  (trad. du finnois par Anne Papart), Paris, Éditions La Découverte, 1995 (1re éd. 1995), 180 p. (ISBN 978-2-7071-2439-5 et 2-7071-2439-7)
- Compartiment no 6 [« Hytti nro 6 »]  (trad. du finnois par Anne Colin du Terrail), Paris, Éditions Gallimard, coll. « Du monde entier » (1re éd. 2013), 224 p. (ISBN 978-2-07-014036-7)[2]
- La Colonelle : roman [« Everstinna »]  (trad. du finnois par Anne Colin du Terrail), Monaco-Paris, Éditions Gallimard, 2020, 1re éd. (1re éd. 2017), 205 p. (ISBN 978-2-07-279770-5)

## Prix et récompenses
- Prix Juhana-Heikki-Erkko (1985)
- Prix Kalevi-Jäntti (1987)
- Prix de la littérature de l'État finlandais (1987 et 1992)
- Prix Finlandia (2011)
- Médaille Pro Finlandia (2013)